# Melignomon
Melignomon – rodzaj ptaków z rodziny miodowodów (Indicatoridae).

## Zasięg występowania
Rodzaj obejmuje gatunki występujące w Afryce Subsaharyjskiej.

## Morfologia
Długość ciała około 14,5 cm; masa ciała samic 18–25 g, samców 21–29 g.

## Systematyka

### Etymologia
Melignomon: gr. μελι meli, μελιτος melitos „miód”; γνωμων gnōmōn, γνωμονος gnōmonos „przewodnik, inspektor”, od γιγνωσκω gignōskō „decydować”.

### Podział systematyczny
Do rodzaju należą następujące gatunki:
- Melignomon zenkeri Reichenow, 1898 – miodziarz ciemny
- Melignomon eisentrauti Louette, 1981 – miodziarz żółtostopy